# Змей в Эссексе (сериал)
«Змей в Эссексе» или «Эссекский змей» (англ. The Essex Serpent) — британский художественный сериал режиссёра Клио Барнард по одноимённому роману Сары Перри (на русском языке книга издана под названием «Змей в Эссексе»). Главные роли в нём сыграли Клэр Дэйнс и Том Хиддлстон. Премьера состоялась 13 мая 2022 года на Apple TV+.

## Сюжет
Действие сериала происходит в викторианской Англии. Главная героиня, Кора Сиборн, после смерти мужа решает перебраться из Лондона в деревню Элдвинтер в Эссексе и заняться палеонтологией. Её внимание привлекают местные поверья об Эссекском змее, который якобы похищает девушек. Кора пытается убедить жителей Элдвинтера в том, что исчезновения людей имеют рациональные объяснения, и едва не становится жертвой «охоты на ведьм». На помощь ей приходит местный викарий Уилл Рэнсом.
Литературной основой сценария стал роман Сары Перри «Змей в Эссексе», объединяющий в себе жанровые черты готического романа и викторианской мелодрамы.

## В ролях
| Актёр                | Роль          |
| -------------------- | ------------- |
| Клэр Дэйнс           | Кора Сиборн   |
| Том Хиддлстон        | Уильям Рэнсом |
| Дикси Эгерикс        | Джо Рэнсом    |
| Фрэнк Диллейн        | Люк Гарретт   |
| Лили-Роза Асландогду | Наоми Бэнкс   |

## Создание и оценки
Проект был анонсирован в августе 2020 года, причём изначально главную женскую роль должна была сыграть Кира Найтли. Позже эта роль досталась Клэр Дэйнс. Съёмки проходили с февраля по июнь 2021 года в Эссексе и Лондоне. Сериал вышел 13 мая 2022 года на Apple TV+, последнюю (шестую) серию показали 10 июня.
На сайте-агрегаторе отзывов Rotten Tomatoes «Змей в Эссексе» получил рейтинг 76 % при средней оценке 7,1 из 10. Рецензенты с этого ресурса назвали сериал готическим проектом высокого уровня, который отличается «захватывающим исполнением и завораживающей атмосферой». На сайте Metacritic «Змей в Эссексе» получил 69 баллов из 100, что указывает на «в целом благоприятные отзывы». Для обозревателя «Коммерсанта» «Змей в Эссексе» — «мастер-класс по экранизации псевдовикторианского дамского чтива», «зрелище хорошей выделки», хотя и не слишком глубокое. Рецензент «Афиши» считает, что создатели шоу «как-то неумело и неуклюже» использовали эффектный материал из литературного первоисточника: «получилась тягучая викторианская мелодрама с неясным социальным посылом и нелепым любовным многоугольником, который в течение шести часов мучительно и бессмысленно множит свои углы». Обозреватель «Фильм.ру» остался схожего мнения: для него концентрация на мелодраматической линии — главная ошибка авторов сериала.
«Змей в Эссексе» получил две номинации на премию Royal Television Society Craft & Design Awards.